# ブラックファミリア〜新堂家の復讐〜
『ブラックファミリア〜新堂家の復讐〜』（ブラックファミリア しんどうけのふくしゅう）は、2023年10月6日（5日深夜）から12月7日まで、読売テレビ製作・日本テレビ系の深夜ドラマ枠「木曜ドラマ」で放送されたテレビドラマ。主演は本作が連続ドラマ初主演となる板谷由夏。
次女が「担任の男性教師とパパ活していた」と捏造された流出映像で世間から非難を浴び、それを苦に自殺したことから、映像を流出した実業家に家族総出で壮大な「なりすまし」復讐計画を実行する様子を描く復讐ミステリー。
なお、本作は同枠で放送された『ブラックリベンジ』（2017年）、『ブラックスキャンダル』（2018年）に続く、読売テレビによる「ブラック」シリーズ第3弾として位置づけられている。

## あらすじ
新堂家は父の航輔、母の一葉、長女の沙奈、次女の梨里杏、一葉の弟の五十嵐優磨の5人暮しである。梨里杏は高校生ながらタレントオーディションに合格し、一家は幸せな日々が続いている。
梨里杏の芸能界デビューを家族で祝うはずの夜、梨里杏が学校の屋上から転落し、死亡する。警察では梨里杏は自殺として断定され、捜査も打ち切られる。さらに、梨里杏が学校の教員を相手にパパ活をしていたと雑誌で報じられ、インターネットでも誹謗中傷が蔓延する。
死後もなお傷つけられる梨里杏に苦しむ新堂家は、政財界に強い影響力を持つ早乙女ホールディングス社長の早乙女秋生とその一家が、一連の雑誌記事に関係していると知る。
梨里杏の死から1年後、新堂家の4人は梨里杏の死の真相の追求と復讐のため、様々な姿になりすまして早乙女家へ潜入し、真実を暴いてゆく。

## キャスト

### 新藤家
新堂一葉（しんどう かずは）
演 - 板谷由夏
沙奈と梨里杏の母親。専業主婦。梨里杏の死から1年後、「新川」という家政婦になりすまして早乙女家の新しい家政婦となる。

新堂航輔（しんどう こうすけ）
演 - 山中崇
一葉の夫で、沙奈と梨里杏の父親。美容室で働く美容師。
早乙女家に麗美の新しいヘアメイクを担当する「KOO」になりすまして潜入する。
そして、秋生の性加害を海外にリークした後、彼と対面して素性を明かし、彼が梨里杏を殺したのかと問い詰めるが、秋生による性加害に追い詰められたことで飛び降り自殺をしたと話される。

五十嵐優磨（いがらし ゆうま）
演 - 森崎ウィン
一葉の弟。ギャンブルで借金を作ってアパートを追い出されたため、3年前から新堂家に居候している。
葵が好きなソジュンに似せた容姿で「パク」と名乗り、彼女に接触する。
だが、葵と直接会う約束をした日にはパクではなく、優磨として対面しようとしたが、一葉たちとも連絡が取れなくなっていた。そして、その翌朝、麗美によって階段から突き落とされ、1週間以上昏睡状態となる。

新堂沙奈（しんどう さな）
演 - 渡邉理佐（幼少期：山中美子葉）
一葉と航輔の娘（長女）。ジャーナリスト志望の記者。
梨里杏の死後、彼女の死の真相についての情報を集めるホームページを制作し、芹沢に弟子入りして取材と称して倫太郎に接近する。
そして、倫太郎に連れてもらったギャラ飲みの場で女優志望の「樋口若菜」を名乗って美嘉と接触し、秋生と梨里杏が受けたヴィーナスオーディションと同じメンバーが審査員を務めるヴィーナスファクトリーのオーディションを受け、その様子を盗撮する。
だが、盗撮した映像によって早乙女家が崩壊し、世間からバッシングを浴びるようになった後、倫太郎によって連れ去られ、監禁される。

新堂梨里杏（しんどう りりあ）
演 - 星乃夢奈（5歳時：中桐優）
一葉と航輔の娘（次女）。高校生。東京ヴィーナスオーディションの審査員特別賞を受賞し、芸能界デビューも決まっていた。
家族で食事会をするはずだった日の夜、学校校舎の屋上から葵に突き落とされたことで殺される。

### 早乙女家
早乙女秋生（さおとめ あきお）
演 - 平山祐介
現当主。早乙女ホールディングスの代表取締役社長。4つ年上の姉女房の麗美と結婚したこと自体「若気の至り」だと激しく後悔しており、夫婦仲は当に冷え切っており、家庭内別居中である。家族に対しての愛情はなく、麗美の見栄っ張りさと息苦しい結婚生活に嫌気が差しており、子供さえいなければすぐに別れるのだが、家や慰謝料を取られると思うと悔しくて離婚できないでいる。
ヴィーナスオーディションの審査員も務めており、オーディションに参加していた梨里杏を気に入って自身のホームパーティーに招待し、。その後、梨里杏の死を自殺に見せかけるように圧力をかけていたほか、彼女が死んだ際に事件現場で高瀬に車で走り去る様子を目撃されている。
家政婦として早乙女家にやってきた一葉に対しては愛人関係を迫るもたびたび断られる。だが、危篤状態に陥った泰造から一葉の正体を知らされるとその弱みを握って再度関係を迫る。
売れたいと思っている女性たちを金と権力を持っている人間に手を出させていたほか、自身も手を出していた。
自宅で行われた誕生日パーティーで家族たちに祝われるも、倫太郎にプレゼントとして沙奈が盗撮していたオーディションの様子をバラされ、その様子もライブ配信されていたことで不同意性交の疑いで署に連行される。
その後、中央署から保釈されると、航輔の倫太郎が沙奈を拉致していた場所を教え、ともに向かう。

早乙女麗美（さおとめ れみ）
演 - 筒井真理子
秋生の4歳年上の妻。良妻賢母とは程遠く子供の気持ちを全く理解していない過干渉な毒母。いい歳をして世間体と自身の保身のことしか頭にない見栄っ張りな性格。環境保全団体エコグローバルライフの代表で、環境コメンテーターとして『WIDE MORNING』にも出演している。
その裏では奈美江に梨里杏がパパ活をしていたと証言するように捏造していた。
梨里杏を殺したのが葵であることを隠すために、愛人関係にある母親と息子ほど歳の離れたMr.サルベージ（伊志嶺）に自分が梨里杏を殺したという嘘と、優磨を階段から突き落としたことを生配信で暴露させる。
葵が警察に出頭する意思を決めていることを一葉から聞かされると一葉を殺してでも止めようとするが、それでもなお怯まない一葉からの自分達家族への強い憎悪と殺意を前に気圧され、最終的に葵に対する許しを乞いながら平伏する。後日優磨への殺人未遂の容疑で現行犯逮捕された事で社会的に抹殺され、身から出た錆とは言え自業自得の末すべてを失った。

早乙女倫太郎（さおとめ りんたろう）
演 - 塩野瑛久（幼少期：青木凰）
秋生と麗美の息子。自由立政党の衆議院最年少議員。だが、その実態は親の七光りの勘違い男で、喧嘩っ早く素行にもかなり問題がある。その為、揉め事や女性問題が後を絶たない。
ホームパーティーで酒に酔って女性にワインをかけた泥酔動画が流出したことで、不適切な行動が明らかとなったため、離党届を提出しているが、1年後に再選している。
新堂家によって家族が崩壊すると、その元凶と疑っていた沙奈を連れ去って監禁するが、沙奈から素性を明かされると、航輔に連絡を取り、沙奈を見つけなれば、彼女の裸姿を全世界に生配信すると脅す。だが、生配信が始まって間もなく、秋生の協力を得た航輔に止められる。
そして後日、議員辞職願を提出する。

早乙女葵（さおとめ あおい）
演 - 瀧七海（乳児期：沓沢明日凪）
秋生と麗美の娘で、倫太郎の妹。梨里杏の高校の同級生で、交換日記をするなど親交もあった。日本と韓国をつなぐ仕事をするために韓国語を勉強している。
韓国のグループ「スパイスチューン」のメインボーカルであるチェ・ソジュンを推しており、一葉から教えてもらったマッチングアプリ「matches（まっちーず）」で「パク」という名前で登録していた優磨がソジュンに似ていたことから彼とマッチングする。
そして、パクが優磨として会うことを決意した日の夜、彼とは会えなかったことで錯乱し、意気消沈する。だが、優磨が昏睡状態になる前に残していた数字「01271」が並び替えるとハングル文字で「日記」となっていたことに気付いた一葉に、交換日記を見つけられると、実際には優磨に会っていたことや、梨里杏を早乙女家のパーティーに誘っていたことを突き止められる。
梨里杏が早乙女家のパーティーに招待された日には、秋生に彼女が誘われたタイミングで、倒れて意識不明になったと嘘をついたことで彼女を助けていた。だが、倫太郎の動画を流出させた後、梨里杏が女優になる夢を諦めておらず、一緒にいることを拒まれると、物の弾みで彼女を学校の校舎から突き落として殺害してしまい、動画を流出させたのが自分であることに気付いていた秋生の助けを得て学校から去っていた。
梨里杏を突き落とした学校の屋上で、一葉に自分の首を絞めて殺させようとするが、罪を償う方法が分からないのであれば、その答えを見つけるまで新堂家で暮らすこととなる。

早乙女泰造（さおとめ たいぞう）
演 - 小野武彦
秋生の父。早乙女ホールディングスの創業者であるが、妻に先立たれたことをきっかけに引退し、会社を秋生に譲っている。
妻を亡くした自分と同じ目をしているという理由から一葉の素性を察するも、危篤状態に陥り、一葉に彼女の正体に気付いていた旨を明かすとともに梨里杏が復讐を望んでいるのかと告げた後、息を引き取る。

### その他
芹沢歩夢（せりざわ あゆむ）
演 - 少路勇介
週刊誌『週刊星流』の記者。梨里杏の自殺についての記事を書くが、秋生からの圧力がかかったことで内容が変更したことを一葉に伝える。
1年後は沙奈から「師匠」と呼ばれており、一葉たちに協力している。
秋生による性加害の情報を海外にリークした後、秋生からの圧力によって内容が変更された記事をネットにアップする。

伊志嶺和也（いしみね かずや）
演 - 長妻怜央（7ORDER）
人気沸騰中の俳優。秋生が主催したホームパーティーに出席していた。
親子ほど歳の離れた麗美の不倫相手（若いツバメ）でもあり、同時に彼女の言いなりとなって彼女の指示で暴露系YouTuber「Mr.サルベージ」として梨里杏のパパ活疑惑を配信していた。
新堂家によって早乙女家が崩壊した後、麗美の依頼で緊急生配信を行い、梨里杏を殺したのが麗美であるという嘘や、麗美が優磨を突き落とした防犯カメラの動画を流す。だが、後日麗美が殺人未遂の容疑で現行犯逮捕されると、弁当を買い、帰宅途中であった秋生を包丁で刺してその場を去る。

釘抜美嘉（くぎぬき みか）〈43〉
演 - しゅはまはるみ
早乙女ホールディングスの子会社で、梨里杏が参加していたオーディションを運営していた芸能事務所「ヴィーナスファクトリー」の取締役社長。元女優のため、所属俳優には自ら演技指導もする。
以前は小さな事務所で地下アイドルのマネージャーをしていたが、裏営業が理由で半年でクビになる。
稲田がヴィーナスファクトリーと早乙女ホールディングスから受けた性加害を告発したことで、署に連行される。

高瀬卓郎（たかせ たくろう）
演 - カトウシンスケ
高校教師。梨里杏の担任。
梨里杏とのパパ活疑惑が出たことから、学校に辞職願を提出し、Mr.サルベージのサルベージchに出演して真相を話した後、消息不明となる。
周辺に住む住民の目撃証言から梨里杏が亡くなった日の夜に航輔が見た人影ではないかと一葉たちに疑われる。埼玉で身分を隠して塾講師として働いてたが、SNSの裏アカには大量の盗撮写真をアップしており、生徒として紛れ込んでいた沙奈のスカートの中を盗撮しようとしたところで優磨に捕まり、一葉たちの尋問を受ける。
梨里杏が亡くなった日の夜には生徒たちが帰った後、女子トイレに隠した盗撮用のカメラを回収しようとしていたが、梨里杏が屋上から転落し、校舎内から転落した後の梨里杏と一葉たちの姿を目撃した後、裏から逃げた際に車を運転する秋生の姿を目撃したこと、奈美江からの命令でMr.サルベージの動画配信でウソの内容を話したことを明かしたことで解放される。
だが、女子テニスサークルを盗撮しようとした際に待ち伏せていた警官によって逮捕される。

高瀬奈美江（たかせ なみえ）〈40〉
演 - 釈由美子
卓郎の妻。家庭内では卓郎に暴言を吐きまくり、使用人のごとくこき使っている。
麗美と親しく、卓郎を裏で指示していたことから一葉たちに早乙女家の情報をつかむために狙われる。自身が運営していた盗撮ツアーのメンバーを率いて女子テニスサークルを盗撮しようとしたが、警察が待ち伏せしており、逃げることには成功するが、一葉たちの手引きによって軽トラックに乗ったところを一葉に捕まり、彼女の拷問を受ける中で麗美の指示で動画を配信したことを明らかにしたことで解放されるが、トラックにはねられ死亡した。
かつてエステの事業で失敗して借金を作った際に、麗美に借金を肩代わりしてもらい、借金返済のために彼女の事業を手伝うが、卓郎の盗撮趣味がバレてしまい、盗撮を金儲けのために利用することを提案され、彼の盗撮仲間を相手に始めた商売も軌道に乗り、金も入るようになった中で、麗美に梨里杏がパパ活をしているように証言することで借金を帳消しにすることを提案されていた。

### ゲスト

#### 第1話
蒲田
演 - 髙橋洋（第3話・第4話）
倫太郎の秘書。沙奈と話した野球選手の話を倫太郎の悪口を言っているように沙奈が編集したものを倫太郎が聞いたことで、秘書をクビにされる。その後、芹沢に倫太郎が違法献金を受け取っていることや倫太郎がホームパーティーの動画を梨里杏が流出させたと言っていたことを明かす。

稲田京子（いなだ きょうこ）〈30〉
演 - 中村加弥乃（第3話・第6話 - 第8話）
秋生の秘書。秋生の依頼で葵が秘かに連絡を取っていたパク（優磨）の動向を調査し、パクが優磨であることや新堂家のこと、梨里杏が事故によって亡くなったことを知る。
自分のせいで優磨が事故に遭ったとして新堂家を訪ね、前述のことを話したほか、自身もヴィーナスオーディションを受けて会社に所属した後、ギャラ飲みやパーティーなどに連れて行かれ、性被害に遭っていたことを話す。その後、ヴィーナスファクトリーと早乙女ホールディングスによる性加害を告発したことを会見で話す。

MC
演 - 岩戸秀年（第3話）
倫太郎の不祥事を伝えるモーニングショーMC。

和美、奈子
演 - 永瀬未留、川原琴響
梨里杏の同級生。

キャバ嬢
演 - 八鍬有紗（役名：アリス）（第4話）、長南舞
航輔がヘアメイクを担当するキャバ嬢。

リポーター
演 - 橋口秀一（第9話・最終話）
梨里杏の不審死を学校前からリポートする。

店員
演 - 納富有沙
沙奈が訪れたブティックの店員。

#### 第2話
パーティの客
演 - 藤倉みのり、嶋村友美
麗美が自宅で行う「美・YOU・TEAパーティ」に訪れた客。

#### 第3話
田代めぐみ
演 - 阿南敦子（第4話）
麗美の専属メイク。一葉によって麗美のマスカラを入れ替えられたことで専属メイクを外されたが、麗美にそのことを告げ口する。だが、航輔によって麗美を化粧品メーカーの広告に使い、金銭をもらって麗美の肌に合わない粗悪品の化粧品を使わせているとでっち上げられたことでクビとなる。

盗撮グループ
演 - 池浦毅、酒井貴浩、鈴木淳
奈美江が運営する盗撮グループのメンバー。その後、静岡県の宿泊施設の露天風呂で、望遠カメラなどで不特定多数の女子大学生を撮影した疑いで現行犯逮捕される。

警察官
演 - 保科光志
女子テニスサークルを盗撮しようとしていた奈美江たちを待ち伏せし、逃げようとした卓郎を逮捕する。

女性たち
演 - 久保瑠佳、星野梨華（第1話）
倫太郎の取り巻き。このうちの1人は倫太郎を許可なく撮影したという理由で、彼からの苛烈な脅しを受けてしまう。

#### 第4話
カメラマン
演 - 黒澤優介
『週刊星流』のカメラマン。倫太郎の取材でグラビア記事の撮影を担当する。

#### 第5話
医師
演 - 本折最強さとし
泰造の主治医。

#### 第6話
中村衣里
演 - 八木響生
美嘉が審査するオーディションに応募した女優。

男性
演 - 兼平勝成（第7話）、野上諒（第7話）
美嘉が女性たちを集めたギャラ飲みに参加する。

#### 第7話
面接官
演 - 脇知弘（第8話）、中村元気（第8話）
梨里杏が受けた東京ヴィーナスオーディションと同じ審査員で、秋生とともに沙奈を面接する。

社員
演 - はしもとめい
沙奈を面接部屋まで案内するヴィーナスファクトリーの社員。

#### 第8話
刑事
演 - 中野剛
不同意性交の疑いで秋生を署まで連行する。

カメラマン
演 - 山沖純
家族写真の衣装打合せに早乙女家を訪れたカメラマン。

外国人記者
演 - マックスビソネット
CBB NEWSの記者。秋生を告発した芹沢のインタビューをする。

#### 第9話
女性
演 - 鈴川琴音
早乙女家のパーティーで倫太郎にワインをかけられる様子を梨里杏に隠し撮りされた女性。

#### 最終話
アナウンサー・リポーター
声 - 菅久瑛麻
秋生の保釈を中央署前からリポートする。

## スタッフ
- 脚本 - 佐藤友治、城定秀夫、富安美尋[4]
- 監督 - 城定秀夫、坂本栄隆、本田隆一[4]
- 音楽 - Yuria Miyazono[34]、石毛駿平[34]
- 主題歌 - オリヴィア・ロドリゴ「ヴァンパイア」（ユニバーサル インターナショナル）[6]
- フラメンコ監修・指導 - 松永郁子
- チーフプロデューサー - 岡本浩一[1]
- プロデューサー - 福田浩之、馬場三輝（ケイファクトリー）[1]
- 制作協力 - ケイファクトリー[1]
- 制作著作 - 読売テレビ

## 放送日程
| 各話   | 放送日   | サブタイトル     | 脚本              | 監督     |
| ------ | -------- | ---------------- | ----------------- | -------- |
| 第1話  | 10月06日 | なりすまし復讐劇 | 佐藤友治 城定秀夫 | 城定秀夫 |
| 第2話  | 10月12日 | 復讐が動き出す!  | 佐藤友治 城定秀夫 | 城定秀夫 |
| 第3話  | 10月19日 | 泥酔議員と盗撮妻 | 佐藤友治          | 坂本栄隆 |
| 第4話  | 10月26日 | 加速する復讐の罠 | 佐藤友治          | 坂本栄隆 |
| 第5話  | 11月02日 | 潜入!禁断の部屋  | 佐藤友治 城定秀夫 | 城定秀夫 |
| 第6話  | 11月10日 | 芸能界の闇を暴け | 富安美尋          | 坂本栄隆 |
| 第7話  | 11月16日 | 崩壊する復讐家族 | 佐藤友治          | 本田隆一 |
| 第8話  | 11月23日 | 性加害の闇を暴け | 富安美尋          | 本田隆一 |
| 第9話  | 11月30日 | ついに犯人判明！ | 佐藤友治          | 坂本栄隆 |
| 最終話 | 12月07日 | 復讐の先の衝撃   | 佐藤友治          | 本田隆一 |

- 初回は『news zero』の放送時間拡大（23時 - 翌0時9分）[36]に伴い10分繰り下げられ、翌0時9分 - 1時4分に放送された[37]。
- 第2話はフジテレビ系列とのクロスネット局であるテレビ大分・テレビ宮崎では20分遅れの時差ネット（翌0時19分 - 1時14分）で放送された[注 5]。
- 第6話は『news zero』の放送時間拡大（23時 - 翌0時4分）[38]に伴い5分繰り下げられ、翌0時4分 - 0時59分に放送された[39]。

## スピンオフドラマ
Huluオリジナルストーリーのスピンオフドラマ全2話が配信。地上波第8話終了後から配信の『Mr.サルベージの過去』では、麗美が抱える知られざる葛藤や、人気俳優として活動する裏で暴露系配信者としての顔を持つ伊志嶺和也の意外な過去が明らかに。最終話終了後配信の『復讐を終えた、それぞれの今』では、一つの結末を迎えた新堂家の人々の、その後が描かれる。

### スタッフ（スピンオフドラマ）
- 脚本 - 池浦毅[40]
- 監督 - 馬場三輝[40]
- プロデューサー - 上門直人[40]
- 制作協力 - ケイファクトリー
- 制作著作 - 読売テレビ